# ديماركوس كورلي
ديماركوس كورلي (بالإنجليزية: DeMarcus Corley)‏ مواليد 3 يونيو 1974 في واشنطن، الولايات المتحدة، هو ملاكم أمريكي يصنف ضمن فئة وزن خفيف الوسط.

## إحصائيات
خاض خلال مسيرته 85 نزالا، فاز في 51 وتعادل في 1 وخسر في 33. فاز بالضربة القاضية في 28 نزالا.

## روابط خارجية
- ديماركوس كورلي على موقع بوكس ريك (الإنجليزية) (registration required)